# Jürgen Asp

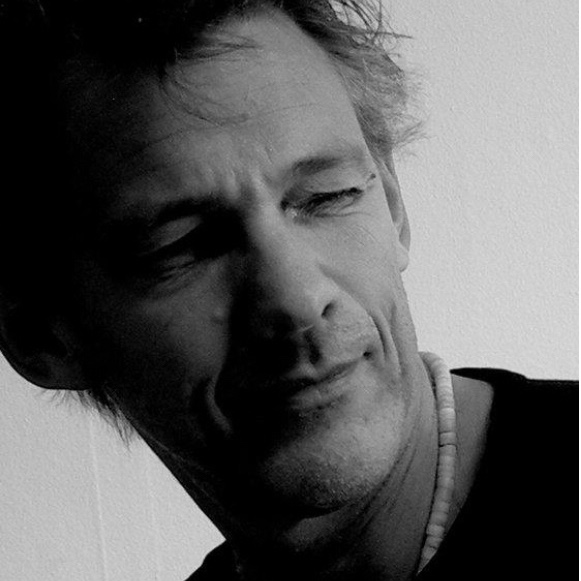
Jürgen Asp

Jürgen Klaus Asp, född 23 juli 1956 i Järfälla, är en svensk konstnär och konstpedagog.
Asp studerade vid Gerlesborgsskolan i Stockholm, Hovedskous målarskola i Göteborg, Konstindustriskolan i Göteborg och egna studier i Spanien och Östtyskland 1981 och 1984 samt fria studier i Órgiva i Spanien vintern 2005-2006. Separat har han ställt ut på bland annat Galleri Koch i Stenungsund, Frederiksverks konsthall Danmark, Arvika Konsthall, Lerums konstförening, Galleri Slottet Sunne, Natthagens galleri i Løten Norge, Edsvik konsthall, Sollentuna och Galleri Slottet i Partille. Han har medverkat i samlingsutställningar på  bl.a. Bohusgalleriet, Stensalen Gerlesborg, Vänersborgs konsthall, Uddevalla konsthall, Konsthallen Bohusläns museum och Rånäs slott.
Han har tilldelats Uddevallas Kulturstipendium 1974 och stipendium ur Tecknarnas Fotokopieringsfond 2001.
Hans konst består av stora akrylmålningar och akvareller med människor, natur, klippor och illustrationer till tekniska beskrivningar och böcker. Han är vid sidan av sitt eget skapande verksam som kursledare i akvarell på Akvarellmuseet i Skärhamn, kursledare i akvarell, kroki och måleri på Kyrkeruds folkhögskola i Årjäng, It-universitetet och HDK och Artcollege i Göteborg. Har även varit ordförande i Konstnärernas riksorganisation (KRO) och arbetat i Konstvandringen Södra Bohusläns styrelse.